# Скуоле Гјарда (Ређо Емилија)
Скуоле Гјарда је насеље у Италији у округу Ређо Емилија, региону Емилија-Ромања.
Према процени из 2011. у насељу је живело 327 становника. Насеље се налази на надморској висини од 101 м.